# Търнинг Торсо
Търнинг Торсо (на английски: Turning Torso, в превод: „Обръщащия се торс“) в Малмьо е най-високият небостъргач в Швеция и в Скандинавските страни. Намира се в Малмьо, Швеция на шведската страна на протока Йоресун. Когато е бил завършен, той е бил най-високата сграда в Скандинавия. Подобен висок небостъргач със завъртане на 90° е Каян Тауър, построен в Дубай, Обединените арабски емирства. Преди построяването на Търнинг Торсо, 86‑метровият Kronprinsen е бил най-високата сграда в града.
За този проект дизайнът е на испанския архитект Сантяго Калатрава. Сградата е открита официално на 27 август 2005 г. Кулата се издига на 190 метра с 54 етажа – 147 апартамента, релакс/лаундж/спа/гимнастически салон, винарска изба и портиер през всеки ден в годината.

## Дизайн
Видът на Търнинг Торсо е по идеята на скулптурата наречена Туистинг Торсо („Обръщащия се торс“), която е бяло мраморно парче наподобяващо извиващо се човешко тяло, създадена от Сантяго Калатрава.
През 1999, бившият управляващ директор на Ейч Ес Би Джони Орбак видял скулптурата в брошура представяща Калатрава във връзка с участието му в конструирането на моста Йоресунд. Това вдъхновява Джони Орбак за построяването на Търнинг Торсо. Скоро след това той отива до Цюрих за среща с Калатрава, и го моли да направи дизайн на жилищна сграда по идеята за структура с извиващи се кубове.
Това е постройка, съставена от девет сегмента от по пет етажа петоъгълници, които са завъртени един спрямо друг на 90 градуса сравнявайки най-долния и най-горния сегмент. Всеки етаж се състои от неправилен петоъгълник завъртян около централна част, която е поддържана от външна стоманена конструкция. Най-ниските два сегмента са предназначени за офиси. Сегменти от три до девет се състоят от 147 апартамента. Идеята в началото е била тези апартаменти да бъдат продадени, но поради слабият интерес те са отдадени под наем от собственика. Собственикът се е опитвал неколкократно да продаде сградата неуспешно.

## Строителство
Строителството започва през лятото на 2001 година. Една от причините за строежа на Търнинг Торсо е да се създаде отново разпознаваем символ на Малмьо след премахването през 2002 година на крана, който е бил разположен на по-малко от километър от Търнинг Торсо. Местните политици считали за важно за жителите да имат нов символ на Малмьо на мястото на крана използван за строеж на кораби, който символизирал корените на града създаден около ниско квалифицирана работа по строежа на кораби (синя яка – Blue-collar worker).
Част от строежа на сградата са показвани по Дискавъри Чанъл в предаването „Extreme Engineering“, което показва как се строи етаж от сградата.

## Събития
На 18 август 2006 година, австрийския парашутист и бейзджъмпър Феликс Баумгартнер скача с парашут от Търнинг Торсо.
Етажи 53 и 54 са за конференции. От 2009 година собственикът Ейч Ес Би отказва публичен достъп до етажи 53/54. Достъп е възможен само на определени дни и с предварителни записвания.

## Туристическа информация
Търнинг Торсо е частна жилищна сграда и за това не е възможно посещение с цел туризъм освен в посоченото по-горе време и начин. Достъпът до сградата е ограничен.

## Снимки
- Строежът през 2004 г.
- Изглед към небостъргача и западното пристанище в Малмьо
- Нощен изглед
- Изглед от долу
- Изглед от високо